# エリーザベト・フォン・ニュルンベルク
エリーザベト・フォン・ニュルンベルク（ドイツ語：Elisabeth von Nürnberg, 1358年 - 1411年7月26日）は、ローマ王ループレヒトの妃。後にホーエンツォレルン家で初めてのブランデンブルク選帝侯となるフリードリヒ1世の姉である。

## 生涯
エリーザベトはニュルンベルク城伯フリードリヒ5世とエリーザベト・フォン・マイセンの間の娘である。
1374年6月27日、アンベルクにおいてエリーザベトはプファルツ家のループレヒト3世と結婚した。ループレヒトは1398年にプファルツ選帝侯となり、1400年にはローマ王となった。この結婚により9人の子女が生まれた。エリーザベトは夫ループレヒトが死去した翌年1411年に死去し、夫と同じくハイデルベルクの聖霊教会に埋葬された。
ノイシュタット・アン・デア・ヴァインシュトラーセの参事会教会の聖歌隊席の天井に、ローマ王ループレヒトと妃エリーザベト、息子ルートヴィヒ3世とその最初の妃ブランシュ・オブ・イングランドが等身大で描かれた「最後の審判」のフレスコ画がある。

## 子女
- ループレヒト・ピパン（1375年 - 1397年）
- マルガレーテ（1376年 - 1434年） - ロレーヌ公シャルル2世と結婚。ロレーヌ女公イザベルの母。
- ルートヴィヒ3世（1378年 - 1436年） - プファルツ選帝侯（1410年 - 1436年）
- アグネス（1379年 - 1401年） - クレーフェ公アドルフ1世と結婚。
- エリーザベト（1381年 - 1408年） - オーストリア公フリードリヒ4世と結婚。
- ヨハン（1383年 - 1443年） - プファルツ＝ノイマルクト公。プファルツ＝ノイマルクト家の祖。デンマーク、スウェーデン、ノルウェーの王クリストファ・ア・バイエルンの父。
- シュテファン（1385年 - 1459年） - プファルツ＝ジンメルン＝ツヴァイブリュッケン公。プファルツ＝ジンメルン家の祖。
- オットー1世（1390年 - 1461年） - プファルツ＝モスバッハ公。プファルツ＝モスバッハ家の祖。